# Jean Varenne
Pour les articles homonymes, voir Varenne.
Ne doit pas être confondu avec Jean Varenne ou Jean de Varennes.
Jean Varenne, né le 12 juin 1926 à Marseille et mort le 12 juillet 1997 dans le 15e arrondissement de Paris, est un indologue français engagé à l'extrême-droite.
Il est spécialiste de l'hindouisme, du sanskrit, des cosmogonies védiques (Upaniṣad védiques), du yoga, et de nombreux sujets touchant aux traditions de l'Inde et aux religions de l'Iran ancien.

## Biographie
Professeur d'enseignement général de l'enseignement technique, Jean Varenne a soutenu en 1959 une thèse de sanskrit à l'EPHE, IVe section, publiée en 1960. D'avril 1959 à avril 1960, il fut détaché au ministère des Affaires étrangères en tant que lecteur de français à l'université de Poona. Il fut ensuite détaché à l'École française d'Extrême-Orient, de mai 1960 à octobre 1962, pour occuper un poste contractuel de chargé de recherches indianistes. Il séjournait alors au Cambodge, avant de retourner à Poona.
En 1962, il fut nommé maître de conférences à l'université d'Aix-Marseille, où il enseigna jusqu'en 1980. Durant cette période, il enseigna aussi au Colegio de Mexico en 1965 et à l'université de Chicago en 1967, et en 1975, il fonda la collection « Le Monde indien » aux éditions des Belles Lettres. De 1981 à sa retraite en 1987, il enseigna en tant que professeur de sanskrit et de civilisation indienne à l'université Lyon-III. En 1982, il y fonda l'Institut d'études indo-européennes avec Jean-Paul Allard et Jean Haudry. En 1987, il fonda la collection « Études indo-européennes » aux éditions des Belles Lettres. Et aux éditions du Rocher il a dirigé à partir de 1991 la collection ou sous-collection "(Gnose :) Textes sacrés".
Il est considéré comme l'un des meilleurs sanskritistes français. Il utilisa le pseudonyme « André Gimel ».

### Positionnement politique
Personnalité de la Nouvelle Droite, il fut le cofondateur et le président du Groupement de recherches et d'études pour la civilisation européenne (GRECE). Il a fait partie du comité de patronage de la revue Nouvelle École, et à celui d'Identité. Il a aussi collaboré à Défense de l'Occident.
En 1990, il est nommé membre du conseil scientifique du Front national (FN).

## Ouvrages
- Mahâ-Nârâyana Upanisad, [éd. critique et trad.], 2 vol., Paris, Éditions de Boccard (PICI), 1960, (et en annexe : la "Prāṇāgnihot̲ra Upaniṣad"). (Publications de l'Institut de civilisation indienne, Série in-8°, Fasc. 11 et 13). 2e éd. Collège de France, Institut de civilisation indienne : diff. de Boccard, 1986, 300 p.
- Mantra védiques dans le « Raurava-âgama », JA 250/2, p. 185-189, 1962.
- Zarathushtra et la tradition mazdéenne, Paris, Seuil, 1962, rééd. 1966, 1977, 1989, 181 p. (collections "Microcosme. Maîtres spirituels", n° 35), 2006, 161 p. (coll. "Points. Sagesses", n° 213).
- Gaṇapati Upaniṣad : Publiée et traduite (...), Paris : Librairie d'Amérique et d'Orient, 1965, 22 p. Rééd. 1983.
- Textes sanskrits : Choisis et présentés (...), Aix-en-Provence : Éd. Ophrys, 1966, 441 p. ("Annales de la Faculté des lettres", Nouvelle série, 55)
- Le Véda, éd. Planète, 1967, 453 p. (coll. "Le trésor spirituel de l'humanité"), et, la même année, avec le sous-titre Premier livre sacré de l'Inde, 2 vol., 729 p., dans la coll. "Marabout université", n° 145-146. Rééditions 1984, 2003, Les Deux Océans,  (ISBN 2-86681-010-4)
- Mythes et légendes, extraits des Brâhmanas, [des Upaniṣad et des Saṁhitā], Paris, Gallimard, 1967, 207 p. (Connaissance de l'Orient. Coll. Unesco d'œuvres représentatives. Série indienne). Rééd. 1986.
- Grammaire du sanskrit, Paris, PUF (Que sais-je ?, 1416), 1971, 1979.
- Devī Upaniṣad, Publiée et traduite (...), Paris : Librairie d'Amérique et d'Orient, 1971, 24 p. Rééd. 1983.
- Upanisads du Yoga, traduites du sanskrit et annotées, Paris, Gallimard (Connaissance de l'Orient, 39), 1971, 176 p. Rééditions 1974, 1990.
- Le Yoga et la tradition hindoue, Paris, Denoël, 1971. Réédition 1973, Paris, Culture, Art, Loisirs, avec traduction de la Yoga Darshana Upanishad (p. 225-255).
- Zoroastre, Paris : Seghers, 1974, 235 p.
- Célébration de la Grande Déesse (Dévî-mâhâtmya), Paris, Les Belles Lettres, 1975.
- Le tantrisme : La sexualité transcendée, Paris, Culture, Art, Loisirs, 1977, avec traduction de "Textes tantriques : Upanishad, Rituel, Hymnes, Méditations bouddhiques" (p. 193-255).
- Sept Upanishads : Trad. (...) précédée d’une introduction générale aux Upanishads, Paris : Seuil, 1981,  228 p. ( coll. " Points, Inédit Sagesses " , n° Sa 25 ). Rééd. 1992.
- Cosmogonies Védiques, Milan, Archè Milano, 1981, Paris, Les Belles Lettres, 1982, 322 p.[11].
- L'Art de l'Inde, [illustré par Jean-Louis Nou], Paris : Flammarion, 1983, 127 p.
- Aux Sources du Yoga, Paris : J. Renard, 1989, 203 p. ; bibliographie p. 199-200. Et, avec le sous-titre Comprendre son origine : L'hindouisme, Paris : Dauphin éditions, DL 2018, bibliographie p. 201-202.
- Jayadeva, Gîta-Govinda : Préfacé et traduit (...), Editions du Rocher / UNESCO, 1991, 207 p. (coll. "Textes sacrés")
- L'Enseignement secret de la divine Shakti : Anthologie de textes tantriques, Grasset, 1995, 254 p.
- Le Tantrisme : Mythes, rites, métaphysique, Albin Michel,1996, 260 p. (coll. "Spiritualités vivantes").
- Zoroastre, le prophète de l'Iran : Dernière édition, Dervy, 1996, 253 p. (coll. "L'essence du sacré"). Et avec le sous-titre Suivie de Paroles de Zoroastre, 2012, 253 p.

Direction d’ouvrages collectifs
- Dictionnaire de l'hindouisme : Introduction à la signification des symboles et des mythes hindous, éditions du Rocher, 2002, 349 p. (avec Michel Delahoutre)
- Vocabulaire de l'hindouisme, Dervy, (avec Jean Herbert), 1985, 119 p.

Contribution à des ouvrages collectifs
- "L'hindouisme des textes sacrés" ( et " Glossaire des termes sanskrits " ) , in Encyclopédie des mystiques (sous la direction de Marie-Madeleine Davy)[12], Paris, Seghers, 1978 ( 1re éd.  : Encyclopédie des mystiques orientales, Robert Laffont, 1975 ) , tome 3 : Égypte, Mésopotamie, Iran, hindouisme, bouddhisme indien, p. 151-311 et 431-435. L'ouvrage a été traduit (au moins en partie) sous le titre Encyklopedie mystiky, Praha [Prague] : Argo, 2003, 377 p.